# Wilhelm von Thoma
Wilhelm Josef Ritter von Thoma (Dachau, 1 de septiembre de 1891 - Ibíd., 30 de abril de 1948) fue un militar alemán que llegó al grado de general y que participó en la Primera y Segunda Guerra Mundial y en la guerra civil española.

## Carrera militar
Tras ingresar en el ejército, participó integrado en el cuerpo de infantería en la Gran Guerra en las operaciones en el frente ruso, el frente serbio, en el frente francés, combatiendo en la batalla de Verdún, después en Rumania, Bélgica y el frente occidental, hasta el final de la guerra cuando fue capturado por tropas estadounidenses. Fue herido en tres ocasiones y llegó al grado de mayor.
Durante la república de Weimar fue destinado para dirigir distintos batallones motorizados, formándose en las entonces modernas técnicas de guerra con carros de combate. Tras la toma del poder por el Partido Nazi en 1933 y el impulso que éste dio a la formación y desarrollo militar del país, singularmente a las fuerzas acorazadas, Von Thoma se encontró en posición ventajosa para ponerse al mando de una unidad de carros, lo que ocurriría en 1934. En 1935 ya comandaba la 2.ª Sección del 4.º Regimiento de la 2.ª División Panzer, que estaba a cargo de Heinz Guderian.

### Guerra civil española
La guerra civil española estalló en julio de 1936 con un levantamiento militar contra la Segunda República. Adolf Hitler intervino en el lado de los sublevados y usó la guerra española como una oportunidad para probar sus unidades aéreas y blindadas en combate. Desde el 23 de septiembre de 1936 hasta el 8 de junio de 1939, Von Thoma fue enviado por el Alto Mando del Ejército Alemán a España como comandante del grupo de unidades terrestres de la Legión Cóndor, en principio unas tres compañías de carros Panzer I y cañones del tipo 88 mm FlaK 18/36/37/41, que sirvieron tanto para la defensa antiaérea como contra carros. Fue jefe del Estado Mayor del general al mando, Hugo Sperrle.
El grupo primitivo se encontraba apoyado por unidades de cañones antiaéreos y antitanques, así como por dos unidades blindadas formadas por cuatro compañías, cada una compuesta por cuatro Panzer I. Dichas fuerzas estaban al mando de von Thoma, luego famoso experto en la guerra de blindados durante la Segunda Guerra Mundial, que en España se distinguiría por el uso de tácticas blindadas luego ampliamente empleadas durante dicha guerra. A instancias suyas y de otros técnicos alemanes, acabaría creándose la primera escuela de carros de combate, bajo la dirección de Von Thoma, en el Castillo de las Arguijuelas de Arriba en las cercanías de la ciudad de Cáceres. No obstante, los tanques Panzer I resultaron totalmente inferiores a los T-26 soviéticos, a pesar de que fueron enviados unos 200 tanques en total durante toda la guerra. El propio Von Thoma reconoció en un interrogatorio de los americanos (al final de la Segunda Guerra Mundial) que había participado en unas 192 acciones de carros de combate a lo largo de toda la guerra española. Durante la Ofensiva de Aragón, Von Thoma tuvo que intervenir ante la decisión de Franco de distribuir los tanques al modo militar tradicional. En ese momento el cuerpo blindado que mandaba Thoma, comprendía cuatro batallones, cada uno con tres compañías, de las cuales cada una estaba equipada con 15 tanques ligeros. Este cuerpo iba así mismo acompañado de treinta compañías antitanque, con seis cañones de 37 mm cada una.

### Segunda Guerra Mundial
Terminada la guerra en España, recibió la Cruz española y la Medalla Militar e, inmediatamente, Von Thoma participó en la invasión de Polonia por la Alemania Nazi en septiembre de 1939, donde desarrolló una brillante campaña en la 2.ª División Panzer. En julio de 1941 fue trasladado a la 17.ª División Panzer con el rango de general, unidad con la que intervino en la invasión de la Unión Soviética y sustituyó a Jürgen von Arnim como comandante de la División. A las órdenes de Heinz Guderian tuvo una importante y decisiva participación en la toma de Kiev y Smolensko, siendo condecorado con la Cruz de Hierro.
Al final del verano de 1942 fue enviado al teatro de operaciones del norte de África, donde tomó el mando del Afrika Korps mientras el general Erwin Rommel se encontraba de licencia por enfermedad. Durante la batalla de El Alamein fue hecho prisionero por las tropas británicas. Fue uno de los primeros altos mandos del ejército alemán en caer prisionero de guerra de los Aliados hasta 1947, que regresa a Alemania desde el Reino Unido. En 1948 fallece de un ataque de corazón en su ciudad natal.

## Condecoraciones
- Eisernes Kreuz II.Klasse (1914) (Cruz de Hierro de 2.ª Clase de 1914).
- Eisernes Kreuz I.Klasse (1914) (Cruz de Hierro de 1.ª Clase de 1914).
- Verwundetenabzeichen in Silber (1918) Placa de herido en plata de 1918).
- Militär-Max-Joseph-Orden (Orden Militar de Max Joseph de Baviera).
- Ehrenkreuz für Frontkämpfer 1918 (Cruz de Honor para Combatientes 1918).
- Kgl. Bayer Militär-Verdienskreuz IV Klasse mit Schwerten (Real Cruz al Mérito Militar de Baviera de 4.ª Clase con espadas).
- k.u.k. österreich Militär-Verdienskreuz III. Klasse mit Schwerten (Cruz al Mérito Militar de Austria de 3.ª Clase con Espadas).
- Medalla Militar Individual de España.
- Medalla de la Campaña de España 1936-1939.
- Spanienkreuz, Gold mit Schwertern und Brillianten (Cruz de España en oro con Espadas y Diamantes).
- Panzertruppenabzeichen der Legion Condor ing Gold (Placa Panzer de la Legión “Condor“ en oro).
- 1939 Spange zum Eisernen Kreuzes II. Klasse 1914 (Broche de 1939 para la Cruz de Hierro de 2.ª Clase de 1914).
- 1939 Spange zum Eisernen Kreuzes I. Klasse 1914 (Broche de 1939 para la Cruz de Hierro de 1.ª Clase de 1914).
- Ritterkreuz des Eisernen Kreuzes (Cruz de Caballeros de la Cruz de Hierro).
- Dienstauszeichnung der Wehrmacht 1.Klasse, 25 Jahre (Cruz en oro, 1.ª Clase por 25 años de servicios).
- Dienstauszeichnung der Wehrmacht 2. Klasse, 18 Jahre (Cruz en plata, 2.ª Clase por 18 años de servicios).
- Dienstauszeichnung der Wehrmacht 3.Klasse, 12 Jahre (Medalla en oro, 3.ª Clase por 12 años de servicios).
- Dienstauszeichnung der Wehrmacht 4.Klasse, 4 Jahre (Medalla en plata, 4.ª Clase por 4 años de servicios).
- Medaille "Winterschlacht im Osten 1941/42" (Ostmedaille) (Medalla de la Campaña de Invierno en el Este 1941/1942).
- Ärmelband “Afrika (Cinta de manga "África").